# Цилинко, Александр Петрович
Алекса́ндр Петро́вич Цили́нко (род. 15 марта 1960 года, (Херсон, Украинская ССР) — советский, украинский и российский оперный певец (бас). Заслуженный артист Российской Федерации (2003) и Украины (2008).
Инструменты — баян, гитара, фортепиано. Жанры — опера, оперетта, героические песни, лирика.
Коллективы — ГАБТ, Московский государственный академический Камерный музыкальный театр оперы имени Б. А. Покровского, Театр Геликон-Опера, МГАДМТ им. Н. И. Сац — солист театра, Московский театр "Эрмитаж" п/у М.Левитина — актёр.
Московский педагогический государственный университет — профессор,
Российский государственный социальный университет — доцент,
Башкирский педагогический государственный университет — профессор.
Заведующий кафедрой эстрадно - джазового искусства Института Изящиных Искусств МПГУ (с 2017 года).
Почётный гражданин города Снины (Словакия).

## Биография
Родился 15 марта 1960 года.
Певец (бас), актёр.
Родился в г. Херсоне, Украина.
В 1979—1982 служил в ВМФ СССР (Противолодочный крейсер «Ленинград», Дом Офицеров Севастополь)
1982—1983 — учился в Днепропетровском музыкальном училище им. М.Глинки (актер драмы).
1983—1989 — учился в Одесской Государственной Консерватории (класс профессора Е. Н. Иванова).
1988 г. — дипломант Национального конкурса им. Н. Лысенко (г. Киев).

## Творчество
1987—1989 — солист Одесского театра оперы и балета. 1989—1991 — солист Одесской оперетты.
1991—1993 — солист Московского музыкального театра «Геликон-опера». Гастролировал в Англии, Германии, Голландии, Австрии.
С 1994 г. — солист Московского Государственного Академического Детского Музыкального театра им. Н. И. Сац.
В 1998 г. приглашен Б. А. Покровским на партию Дон Жуана («Дон Жуан» В. А. Моцарта) в Камерный музыкальный театр. Гастролировал в Швейцарии, Австрии, Германии, Франции, Бельгии, Голландии.
В 2000 г. на оперном фестивале «Янтарный соловей» (г. Калининград), посвященном 400-летию оперы, поставлена опера Н. А. Римского-Корсакова «Моцарт и Сальери».. Режиссёр и исполнитель роли Сальери — А. Цилинко.
В январе 2001 г. приглашен в Государственный академический Большой театр России («Игрок» С. С. Прокофьева, дирижёр Г.Рождественский, режиссёр А.Титель).
2002 г. — участник XVII оперного фестиваля «Болдинская осень», г. Нижний Новгород. Опера М. П. Мусоргского «Борис Годунов», партия Пимена.
2004 г. — Председатель жюри Первого Всероссийского конкурса исполнителей популярной песни имени Б. А. Мокроусова «На Волге широкой…», г. Нижний Новгород.
В 2007 году Александр Цилинко защитил Кандидатскую диссертацию по теме «Музыкально-театральное воспитание в процессе развития эмоциональной сферы личности современного школьника».
2012 г. — Председатель жюри III Международного фестиваля-конкурса «ДОРОГАМИ УСПЕХА», Украина, г.Херсон. Член жюри II Международного фестиваля-конкурса «ЕВРОФЕСТ — СЛОВАКИЯ», г.Тиват. Член жюри VII Международного фестиваля-конкурса «Русские сезоны — Хрустальная Пирамида», Франция, Париж.

## Награды и звания
- 2003 — Заслуженный артист Российской Федерации (22 ноября 2003 года) — за заслуги в области искусства[1],
- 2007 — кандидат педагогических наук,
- 2008 — Заслуженный артист Украины (20 августа 2008 года) — за весомый личный вклад в укрепление авторитета Украины в мире, популяризацию её исторических и современных достижений и по случаю 17-й годовщины независимости Украины[2].

## Дискография
22 мая 2012 года вышел диск «Душа Моя. Поёт Александр Цилинко.»

## Роли в оперных театрах
- Дон Жуан — «Дон Жуан», В. А. Моцарт
- Король Рене — «Иоланта», П. И. Чайковский
- Пимен — «Борис Годунов», М. П. Мусоргский
- Собакин — «Царская невеста», Н. А. Римский-Корсаков
- Сальери — «Моцарт и Сальери», Н. А. Римский-Корсаков
- Алеко — «Алеко», С. В. Рахманинов
- Денаро — «Маддалена», С. С. Прокофьев
- Кейстут — «Кейстут и Бирута», И.Стравинский
- Зарастро — «Волшебная Флейта», В. А. Моцарт
- Гремин — «Евгений Онегин», П. И. Чайковский
- Король Треф — «Любовь к трем апельсинам», С. С. Прокофьев
- Царь Додон — «Золотой петушок», Н. А. Римский-Корсаков
- Король — «Принцесса и свинопас», В.Кабекин
- Тролль — «Снежная королева», А.Флярковский
- Капитан Енакиев — «Сын полка», А.Флярковский
- Старик — «Золотая рыбка», А.Кулыгин
- Яичница — «Женитьба», А.Гречаников
- Шерхан — «Маугли», Ш.Чалаев
- Тиран-людоед — «Проделки кота в сапогах», А.Кулыгин
- Американский консул — «Мадам Баттерфляй», Дж. Пуччини